# Чефа (комуна)
Чефа (рум. Cefa) — комуна у повіті Біхор в Румунії. До складу комуни входять такі села (дані про населення за 2002 рік):
- Інанд (880 осіб)
- Атяш (221 особа)
- Чефа (1272 особи) — адміністративний центр комуни

Комуна розташована на відстані 437 км на північний захід від Бухареста, 23 км на південний захід від Ораді, 144 км на захід від Клуж-Напоки, 133 км на північ від Тімішоари.

## Населення
За даними перепису населення 2002 року у комуні проживали 6354 особи.
Національний склад населення комуни:
| Національність   | Кількість осіб | Відсоток |
| ---------------- | -------------- | -------- |
| румуни           | 5208           | 82,0%    |
| цигани           | 673            | 10,6%    |
| угорці           | 415            | 6,5%     |
| словаки          | 42             | 0,7%     |
| українці         | 11             | 0,2%     |
| росіяни-липовани | 1              | < 0,1%   |
| татари           | 1              | < 0,1%   |
| італійці         | 1              | < 0,1%   |

Рідною мовою назвали:
| Мова       | Кількість осіб | Відсоток |
| ---------- | -------------- | -------- |
| румунська  | 5604           | 88,2%    |
| угорська   | 397            | 6,2%     |
| циганська  | 311            | 4,9%     |
| словацька  | 36             | 0,6%     |
| українська | 1              | < 0,1%   |
| німецька   | 1              | < 0,1%   |
| татарська  | 1              | < 0,1%   |
| італійська | 1              | < 0,1%   |

Склад населення комуни за віросповіданням:
| Релігія        | Кількість осіб | Відсоток |
| -------------- | -------------- | -------- |
| православні    | 5376           | 84,6%    |
| римо-католики  | 325            | 5,1%     |
| баптисти       | 315            | 5,0%     |
| п'ятдесятники  | 165            | 2,6%     |
| реформати      | 100            | 1,6%     |
| греко-католики | 31             | 0,5%     |
| адвентисти     | 28             | 0,4%     |
| не релігійні   | 4              | 0,1%     |
| мусульмани     | 3              | < 0,1%   |
| старообрядці   | 1              | < 0,1%   |
| атеїсти        | 1              | < 0,1%   |